# Trecce
 (mars 2023).
Si vous disposez d'ouvrages ou d'articles de référence ou si vous connaissez des sites web de qualité traitant du thème abordé ici, merci de compléter l'article en donnant les références utiles à sa vérifiabilité et en les liant à la section « Notes et références ».
Le Trecce est un fromage d'origine italienne. 
Il est façonné en forme de tresse. C'est un cousin du Bocconcini.

## Description
C'est un fromage à base de lait de vache pasteurisé, à pâte filée, demi-ferme, pressée, cuite et non affinée. Sa contenance en matière grasse est de 20 % avec 270 calories / 100 g.
Il est bon toute l'année, et a un goût frais avec une saveur douce et légère de beurre. Il fond bien, s'étire en de longs filaments pour la salade, et gratine à température élevée. On le trouve en particulier dans la région napolitaine, et plus exactement dans la péninsule de Sorrente.